# هيئة الدواء المصرية
هيئة الدواء المصرية (بالإنجليزية: Egyptian Drug Authority - EDA)‏ هي هيئة حكومية مصرية ذات شخصية اعتبارية تتبع رئيس مجلس الوزراء، أنشأت طبقاً للقانون رقم 151 لسنة 2019 لتحل محل كلا من الهيئة القومية للرقابة والبحوث الدوائية والهيئة القومية للبحوث والرقابة على المستحضرات الحيوية واللقاحات والإدارة المركزية لشئون الصيادلة وغيرها من الجهات ذات الاختصاص بمجال الرقابة على المستحضرات والمستلزمات الطبية. كما تتولى هيئة الدواء المصرية، تنظيم تسجيل وتداول ورقابة المستحضرات والمواد الخام التي تدخل في تصنيعها أينما وردت في القوانين ذات الصلة واللوائح والقرارات التنظيمية.

## التشريعات المنظمة
- قانون رقم 151 لسنة 2019 في شأن إنشاء الهيئة المصرية للشراء الموحد والإمداد والتموين الطبي وإدارة التكنولوجيا الطبية وهيئة الدواء المصرية.[3][4][5]
  - حلت هيئة الدواء المصرية محل كلا من:
    - الهيئة القومية للرقابة والبحوث الدوائية
    - الهيئة القومية للبحوث والرقابة على المستحضرات الحيوية واللقاحات
    - الإدارة المركزية لشئون الصيادلة
    - غيرها من الجهات ذات الاختصاص بمجال الرقابة على المستحضرات والمستلزمات الطبية.

  - اللائحة التنفيذية:
    - قرار رئيس مجلس الوزراء رقم 777 لسنة 2020.[6]

## إصدارات الهيئة
وتقوم الهيئة باصدار المنشورات والتحذيرات الخاصة بالأدوية المتداولة بالسوق المصري بالاضافة لنشرات اليقظة الدوائية ومنشورات منظمة الصحة العالمية والمونوجرافات الدوائية

## الدستور الدوائي المصري
وقد شكلت الهيئة لجنة دائمة برئاسة أ.د أيمن سعد نصر الدين الخطيب أستاذ علم الأدوية كلية الصيدلة بجامعة القاهرة لصياغة مسودة الدستور الدوائي المصري بقرار رئيس هيئة الدواء المصرية رقم 154 لسنة 2020  وذلك إتاحة دواء آمن وفعال بأعلى معايير الجودة طبقًا للمواصفات القياسية العالمية

## رؤساء الهيئة
- علي الغمراوي.
- تامر عصام.[9]

## وصلات خارجية
- الموقع الرسمي للهيئة.
- الصفحة الرسمية للهيئة على موقع فيس بوك.